# Halbmondlager
Le Halbmondlager, connu en français sous le nom de Camp du croissant et en anglais Half Moon Camp, est un camp de prisonniers de guerre de la Première Guerre mondiale en Allemagne, en banlieue sud de Berlin dans la ville de Zossen plus précisément dans le quartier de Wünsdorf. Le camp abrite entre 4 000 et 5 000 prisonniers de guerre musulmans qui avaient combattu dans les armées coloniales des Alliés.

## Histoire

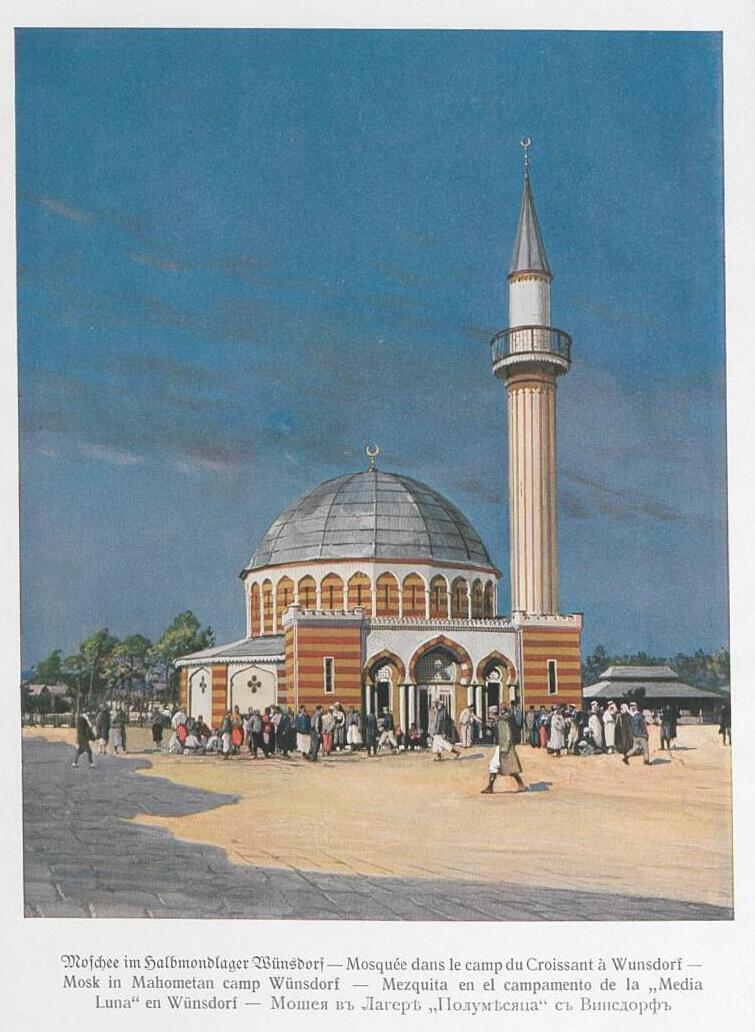
Mosquée du Halbmondlager.

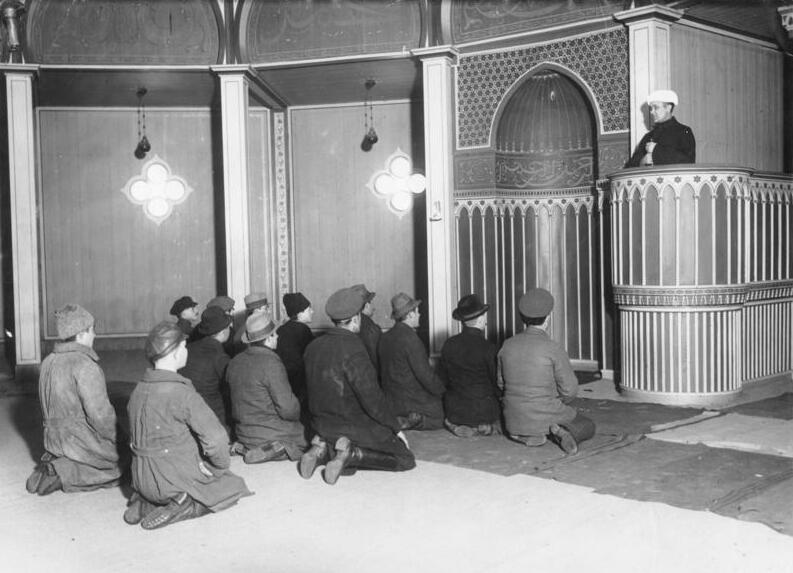
Soldats soviétiques internés de confession musulmane, fréquentant la mosquée de Wünsdorf, au début des années 1920.

### Prisonniers musulmans
Le but visé par le camp est de convaincre les détenus de mener le djihad contre le Royaume-Uni et la France. C'est le site de la première mosquée à être construite en Allemagne, une grande structure en bois ornée terminée en juillet 1915,. Elle est édifiée sur le modèle du dôme du Rocher de Jérusalem. En 1926, la mosquée est démolie en raison d'un état de délabrement avancé.
Le chef de « l'expérience du djihad » est l'orientaliste Max von Oppenheim, diplomate et aristocrate allemand. Il établit un bureau à proximité du camp pour mener une campagne de propagande. Oppenheim est assisté par Shaykh Sâlih al-Sharîf, un Tunisien qui avait servi dans l'agence de renseignement de l'Empire ottoman. Il sert comme aumônier après des détenus.
L'Empire ottoman est alors allié à l'Empire allemand, dans le cadre de la Quadruplice des Empires centraux. Le calife ottoman se veut à la tête de l'oumma, la communauté musulmane internationale, et espère conduire à la révolte des populations sous le jougs des empires coloniaux britanniques et français. Le prestige de l'Empire ottoman s'appuie également sur sa gestion des lieux saints de l'islam en Arabie, La Mecque et Médine.

### Autres prisonniers
Près de 80 prisonniers sikhs et hindous de l'Inde britannique sont également détenus dans le camp, ainsi qu'une cinquantaine d'Irlandais et deux soldats aborigènes australiens (Roland Carter et Douglas Grant,). Un sous-camp, connu sous le nom d'Inderlager, camp des Indiens, est créé pour héberger des prisonniers d'Indes qui n'étaient pas ouvertement pro-britanniques ; ceux qui étaient pro-britanniques avaient été envoyés dans d'autres camps à la place.
Oppenheim coopère avec le Comité de Berlin (renommé plus tard : Comité pour l'indépendance de l'Inde) afin de publier un journal de propagande en ourdou et en hindi, qui est distribué dans le camp.

### Recherche et résultats
Des anthropologues, des musicologues comme Robert Lachmann et des linguistes utilisent les « conditions favorables » au sein du camp pour mener des recherches. La Commission royale prussienne de phonographie, sous les auspices du linguiste Wilhelm Doegen (de), entreprend d'enregistrer des échantillons de voix et de langues sous la forme d'histoires, de poèmes et de chansons de plus de 250 langues. Les enregistrements sont conservés aux archives phonographiques de l'université Humboldt de Berlin. En 2014, une exposition intitulée Phonographed Sounds - Photographed Moments présente à Berlin des documents sonores et images provenant des camps de prisonniers allemands de la Première Guerre mondiale.
Jusqu'à 3000 détenus du camp sont recrutés dans l'armée allemande pour combattre en Afrique du Nord et au Moyen-Orient. Cependant, peu d'entre eux croient effectivement en la cause djihadiste, et la discipline est aléatoire, certaines troupes se révoltant une fois sur place. En 1917, les prisonniers restants sont forcés de travailler dans l'agriculture en Roumanie.

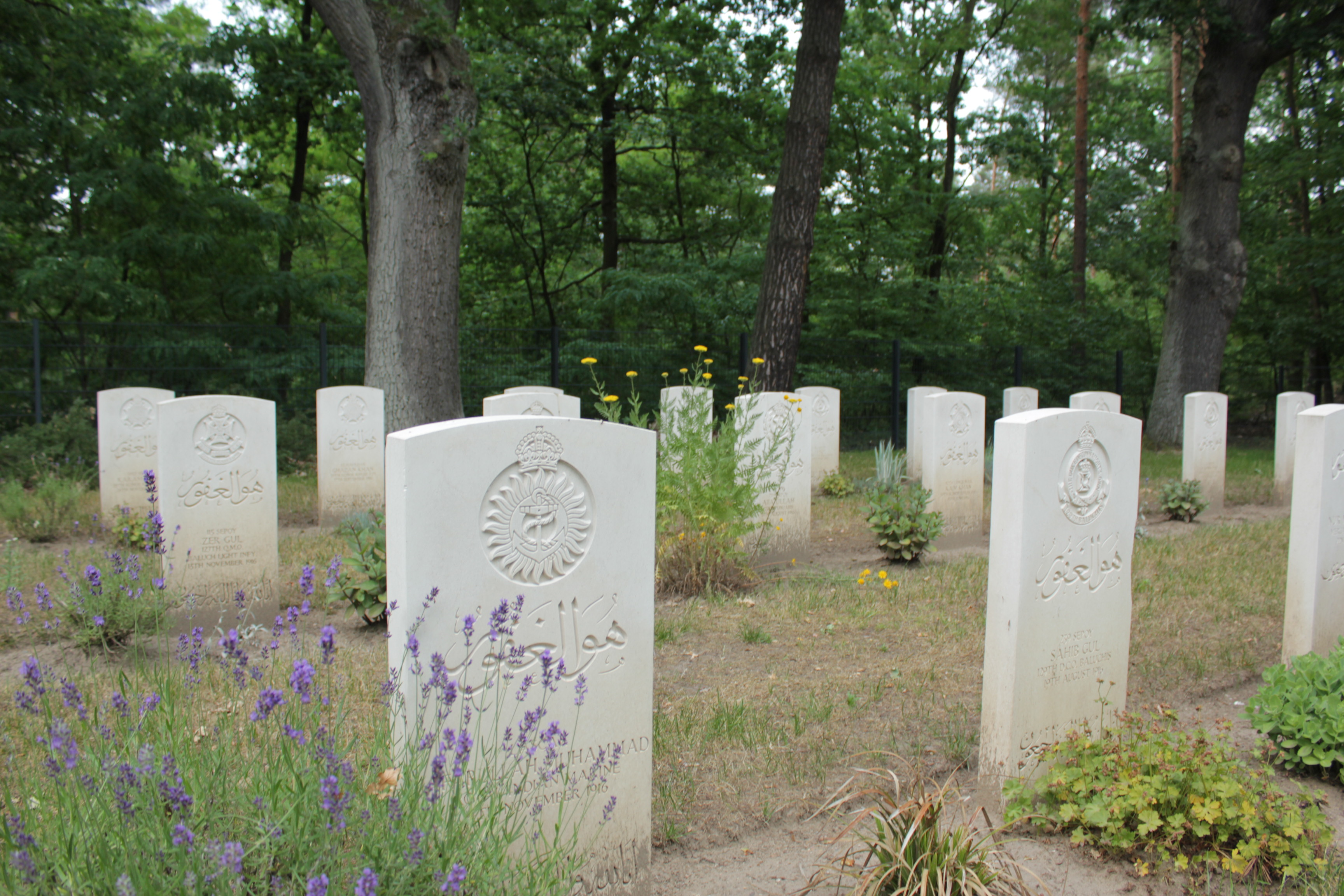
Cimetière.

L'histoire du camp est largement omise de la bibliographie en langue anglaise, jusqu'à près d'un siècle après la guerre. Il est cependant largement discuté dans les ouvrages d'histoire allemands.